# Иванов, Зурико Амиранович
Зурико Амиранович Иванов (8 января 1955 — 4 октября 1999) — полковник ГРУ, Герой Российской Федерации (2000).

## Биография
Зурико Иванов родился 8 января 1955 года в Чирчике. В 1972 году он окончил среднюю школу и был призван на службу в Советскую Армию. В 1977 году Иванов окончил Рязанское высшее воздушно-десантное командное училище. Участник Афганской войны и конфликта в Таджикистане. Во время Первой чеченской войны Иванов занимался охраной Доку Завгаева, сумел предотвратить несколько покушений. После её окончания он был переведён на службу в Москву, в центральный аппарат ГРУ.
В начале Второй чеченской войны Иванов вновь был направлен на Северный Кавказ. Выполнял специальные задания Генерального штаба ВС РФ. В ночь с 3 на 4 октября 1999 года группа Иванова пропала без вести во время выполнения очередного задания. Долгое время считалось, что Иванов находится в плену, однако через некоторое время представителям федеральных войск был передан обезглавленный труп Иванова. Как выяснилось, группа попала в засаду и была уничтожена группой боевиков.
Указом Президента Российской Федерации от 19 февраля 2000 года полковник Зурико Иванов посмертно был удостоен высокого звания Героя Российской Федерации. Также был награждён орденами Красной Звезды, Мужества, «За личное мужество» и рядом медалей.
Похоронен в городе Ростов-на-Дону на Северном кладбище.

## Память
- Приказом Министра обороны навечно зачислен в списки одной из воинских частей ГУ Генштаба России.
- В декабре 2021 года бюст героя установлен на территории Рязанского гвардейского высшего воздушно-десантного командного училища имени В.Ф. Маргелова[3].